# Navajo
Navajo ali Navaho, eno največjih indijanskih ljudstev severno od Mehike, ki je po podatkih Urada za indijanske zadeve (Bureau of Indian Affairs) leta 1960 štelo 90.000 pripadnikov. Danes je njihovo število precej večje, večina pa jih živi v velikem rezervatu Navajo, kjer imajo svoje plemensko središče, mestece Window Rock. Rezervat se razprostira na ogromnem območju severovzhodne Arizone, severozahodne Nove Mehike in sosednjih območij jugovzhodnega Utaha (skoraj 65.000 kvadratnih kilometrov).

## Ime
Ime navaho izvira iz imena Tewa Indijancev Navahú, ki se je nanašalo na veliko območje obdelovalne zemlje in je bilo dano tudi nekdanjemu pueblu Tewa. Ime se je kasneje razširilo na pleme Navaho, ki so ga Španci imenovali 'Apaches de Navajó', ker so se naselili na območju plemena Tewa in blizu njega, da bi se razlikovali od Apačev. Sami sebe pa imenujejo Diné' (=ljudje). Različna druga plemena so jih imenovala z mnogimi drugimi imeni. Pleme Ute jih je imenovalo Págowitch - 'trstni noži' (reed knives), pleme Zuñi pa 'divji kojoti' (wild coyotes). Njihovi prvi sorodniki Apači, s katerimi so nekoč tvorili eno ljudstvo, so jih glede na lokacijo poimenovali 'tisti, ki živijo na meji z Uti' (those who live on the border of the Ute). Druga imena so bila: Hua'ĺmhú'u (pleme Havasupai), Ta-cáb-cí-nyu-műh (Hopi), Yátilatlávi (Tonto Apači), Oop (ali) Oohp (pri Indijancih Pima).

## Klasifikacija
Navajo jezik je eden od jezikov družine Athapaskan in spada v skupino apaških (Apachean) oziroma južnih atapaskanskih jezikov, kamor spadajo še Chiricahua Apači, Lipan Apači, Kiowa Apači, Jicarilla Apači, Mescalero Apači in San carlos. Predniki Južnih Atapaskov naj bi prišli na območje ameriškega Jugozahoda pred letom 1000, morda tudi nekoliko kasneje, kjer so naleteli na stalno naseljene in miroljubne vaščane Indijance, ki jim jezikovno niso bili sorodni.

## Socialna organizacija
Navaho, tako kot Irokezi in njim sorodni Apači, spadajo v matrilinealne skupnosti, kar se je spremenilo zaradi novega zakona Združenih držav. Prebivališče je bilo (pravi Uwe Wesel) matrilokalno, vendar se je ženska pridobila z odkupom za konje, obstaja pa tudi okoli 60 klanov, v najnovejšem času okoli 130. S prehodom iz starega nomadskega načina življenja in odhodom v rezervate so se Navaho začeli ukvarjati z ovčerejo. Z matrilinearno dediščino je ženska lastnica vsega, moški pa mora do ženske priti z odkupom za konje. Bogastvo v konjih mu omogoča, da se lahko poroči v bogatejših klanih. Ta običaj se je po U. Weselu pri Navahih v 19. stoletju pojavil na začetku razpada matrifokalnosti. Ameriška vlada je kasneje ukinila matrilinealne običaje Navahov.
Klani Navaho so po mitu ustvarjeni s strani Sun Woma] (ženske kulturne junakinje), iz kože, odvzete z različnih delov njenega telesa: prsi, hrbta, pod desno roko, levo roko in drugod. Klan je ostal med njimi zelo živo ukoreninjen in danes, ko se na poti srečata dva Navaha, se najprej predstavita s svojo pripadnostjo klanu.

## Življenje in običaji
Navaho so bili prvotno nomadsko pleme, zelo sorodno Apačem in verjetno mehiškim Toboso, Jocome in Jano Indijancem. Zimo so preživeli v polzakopanih hoganih, poletno bivališče je bilo zavetje iz grmovja in vej. Ukvarjali so se z lovom na lose, antilope in jelene. Od sosednjih pueblo plemen so prevzeli obdelovanje zemlje (koruza in fižol), ukvarjali pa so se tudi z nabiralništvom. Ko so v zgodnjem 17. stoletju uvedli ovce, so bistveno spremenili svoje življenje, ovca je izpodrinila lov in kmetijstvo in postali so pastirsko pleme.
Bivališča
Hogan je tradicionalno bivališče Navahov, narejeno iz lesenih hlodov in vej, obloženo z zemljo in blatom. Zimska nastanitev je delno vkopana v zemljo. Vendar pa obstajata dve glavni vrsti hoganov, moški in ženski.
Sodobni hogan.  Arhivirano 27. april 2006. na Wayback Machine.
Oblačila
Oblačila so si moški in ženske Navaho izdelovali iz jelenje kože, ki jo je kasneje zamenjal bombaž. Pri moških so jo sestavljali srajca brez ovratnika, predpasnik do pod kolen in mokasini. Tradicionalna noša Navaho žensk je sestavljena iz mokasinov do kolen, bombažnega krila in dolge bluze brez rokavov. Nakit, običajno iz srebra, nosijo tako moški kot ženske.

## Umetnost
Slikanje s peskom (sand painting) ['iikááh] je najbolj znana umetnost Navaho Indijancev, obredno slikanje z barvnimi zrni peska, ki ga Indijanci najdejo v puščavi !Painted Desert!, približno 240 km od Grand Canyona na območju narodnega parka Petrified Forest, ki se razprostira na več kot 19.000 kvadratnih kilometrih. To območje pripada rezervatom Indijancev Hopi in Navaho. Znanje slikanja s peskom so jim dali 'Sveti ljudje' (Holy People), ki so živeli v Podzemlju (Underworld). Slike ustvarjajo z obrednim petjem pesmi v različnih ritualih: Holyway rituali vodijo do ozdravitve. Evilway [Hóch'íjí] pesmi so pravzaprav njihova oblika eksorcizma, izganjanja hudiča, medtem ko se s pesmimi Lifeway ['Iináájí] sanirajo škode, povzročene z nesrečami. Ceremonije Sand painting ['iikááh] so del vseh Holyway ceremonij in večine Hóch'íjí (Evilway) ceremonij, v ceremonijah 'Iináájí (Lifeway) se ne uporabljajo.
Srebro in turkiz. 
Poleg ovc so Navahi od Špancev podedovali tudi umetnost obdelave srebra in turkiza (doot kl'izhii), iz katerega so začeli s primitivnimi pripomočki izdelovati srebrne prstane in drug nakit. Turkiz za te Indijance predstavlja sveti kamen. Navaho ga nosi kot fetiš.
Navaho-odeje. 
Tako imenovane 'Navaho blanket', jih ženske tega plemena izdelujejo na primitivnih statvah. Te odeje so lepih barv in ženske jih danes pogosto izdelujejo za prodajo.

## Religija
Šamanizem.
Narod Navaho ima šamansko religijo, podobno kot Siouxi in različna druga plemena, poznali so šamane-berdaše (berdache), ki so bili hkrati zelo spoštovani, a tudi prezirani zaradi svoje narave. Ashon nutli' (ali Nadle; turkizni hermafrodit), kot jih imenujejo Navahi, so se lahko rodili kot hermafroditi, lahko pa so se tudi sami razglasili za nadle-šamana, ti drugi so bili vsekakor transvestiti in so se oblačili kot ženske. Navahi verjamejo v obstoj različnih bogov, duhov in kulturnih junakov. Predstave o peklu in raju nimajo, verjamejo pa v prihodnje življenje, ki ga bodo preživeli z ljudmi v spodnjem svetu. Vsekakor so odvisni od verovanja v magijo in različne vrste šamanov, ki imajo velik vpliv med njimi.
V izvirnem Navaho-mitu, kot navaja Aileen O'Bryan, je bil svet ustvarjen petkrat. Peti je tisti, v katerem živimo danes.
Pri Navaho obstaja tudi verovanje v nekakšne pošasti, podobne volkodlakom, ki jih v svojem jeziku imenujejo Yee Naaldlooshii, kar dobesedno pomeni 'tisti, ki hodi na štirih nogah', kar je v ameriški angleščini prevedeno kot skinwalkers. Skinwalker (kožohodec) je moški ali ženski šaman. On (ona) lahko prevzame obliko, hitrost in moč katere koli živali, ki jo želi, in uporablja magijo, da preklinja ljudi ter jim povzroča trpljenje in smrt. Navahi še danes verjamejo, da lahko zlahka vzdržujejo hitrost drvečega avtomobila, berejo tuje misli ali zvabijo ljudi iz njihovih domov z oponašanjem otroškega joka. Na to temo je bil leta 2006 posnet tudi film Kožohodci (2006)(Skinwalkers).

## Zgodovina
Navahi pripovedujejo zgodbo o Vzponu, v katerem so se Prvi človek, Prva ženska in ljudstvo preselili iz Prvega sveta v Četrti svet, Svet Zemljine površine. Prvi človek je prinesel štiri svete gore iz Tretjega sveta v Svet Zemljine površine, in te gore – Sis Naajinii ali Bela gora (Vrh Blanca v Koloradu); Tsoodził ali Turkizna gora (Gora Taylor v Novi Mehiki); Dook´o´oosłííd ali Rumena gora (Gora Humphreys v Arizoni); in Dibé Ntsaa ali Temna gora (Vrh Hesperus v Koloradu) – označujejo sveto domovino ljudstva Navaho. Antropologi domnevajo, da so se Navahi od južnih Atapaskanov ločili in se med letoma 200 in 1300 n. št. preselili na jugozahod.
Med letoma 900 in 1525 n. št. so Navahi razvili bogato in kompleksno kulturo na območju današnje severozahodne Nove Mehike. Tukaj so Navahi razvili trgovske mreže z Anasazi in zgodovinskimi ljudstvi Pueblo ter na jugozahod prinesli novo blago in tehnologije, kot so kremeni okovi in mokasini. Navahi so se morda preselili v jugovzhodni Utah že leta 1620; do osemnajstega stoletja so se razširili v severovzhodno Arizono in jugovzhodni Utah.
Navaji so v šestnajstem stoletju prišli v stik z zgodnjimi španskimi raziskovalci. Leta 1680 so skupine Navahov in Apačev pomagale Indijancem Pueblo v uporu Pueblo, vojni za neodvisnost od Špancev, ki so Pueblo desetletja brutalno zatirali in zasužnjevali. Upor je Špance za nekaj časa prisilil nazaj v Mehiko, toda leta 1693 so Španci ponovno osvojili območje doline Rio Grande. Nekateri Puebli so se zatekli k Navahom, kar je povzročilo mešanje kultur Navahov in Pueblo. Prihod Špancev je Navahom prinesel tudi ovce, koze in konje. Navahi so bili zelo prilagodljivi in so v svoj sistem preživetja vključili domačo živino in kmetijstvo. Posvojili so tudi konja in se tako kot druga plemena, ki so žival uporabljala kot prevozno sredstvo, včasih ukvarjali s plenilnimi napadi na sosednja plemena.
V poznem osemnajstem stoletju so se Navahi zapletli v neposreden spopad s španskimi silami, ki so nameravale osvojiti jugozahod. Španci so sklenili zavezništva s Komanči in Uti, da bi oslabili Navahe, mnogi pa so postali žrtve španske trgovine s sužnji.
Vrhunec sovražnosti je prišel leta 1863, ko je ameriška vojska pod poveljstvom Christopherja "Kita" Carsona uporabila taktiko "požgane zemlje", da bi Navahe prisilila k predaji. Ta poraz je povzročil zloglasni Dolgi pohod iz njihove domovine do utrdbe Fort Sumner v osrednji Novi Mehiki. Na stotine ljudi je umrlo ali izginilo med napornim petsto kilometrskim prisilnim pohodom. Preživeli so bili zadržani v prenatrpanem, premalo oskrbljenem in nehigieničnem rezervatu Bosque Redondo v utrdbi Fort Sumner.
Po štirih letih pokopa je pogodba iz leta 1868 Navahom omogočila vrnitev v njihovo prvotno domovino. Rezervat Navahov, ki ga je razveljavila pogodba iz leta 1868, je bil nato razširjen z izvršnim odlokom in posebno zakonodajo, vključno z izvršnim odlokom iz leta 1884, s katerim je bil dodan velik del zemlje v današnjem jugovzhodnem Utahu. Navahi so redili koze in ovce ter sčasoma razvili menjalno gospodarstvo, pri čemer so si z belimi trgovci izmenjevali preproge in srebrnino. V dvajsetih letih 20. stoletja se je v regiji Four Corners začelo raziskovanje nafte in mineralov. Odkritja nafte in plina v petdesetih in šestdesetih letih prejšnjega stoletja na delu rezervata v Utahu so zelo obogatila narod Navaho in državo Utah, čeprav so naftne vrtine povzročile tudi okoljske težave, onesnažile vodo in poškodovale pašnike. Tudi rudarjenje urana, ki se je začelo v štiridesetih letih prejšnjega stoletja, je imelo za Navaje mešane posledice. Rudarjenje je plemenski blagajni prineslo prepotrebna sredstva, vendar je radioaktivna kontaminacija v rudarskih skupnostih pustila zapuščino smrti in bolezni.
Čeprav so ameriški staroselci državljanstvo dobili šele leta 1924, imajo Navahi ponosno zgodovino vojne službe v dvajsetem stoletju. Mnogi Navaji iz Utaha so služili v prvi svetovni vojni. Med drugo svetovno vojno so Navahi igrali pomembno vlogo pri zmagi v vojni v Pacifiku z razvojem kode, ki je temeljila na jeziku Navaho, ki se je Japoncem izkazala za nemogočo. Ti »govorci kod« so zdaj znani, vendar je v vojski, mornarici, marincih in Ženskem vojaškem korpusu služilo tudi več kot tri tisoč Navahov. Nekaj tisoč jih je zapustilo rezervat, da bi delali v industrijah, povezanih z vojno.

## Populacija
Po Mooneyju (1928) so imeli Navahi leta 1680 približno 8000 duš; 7300 (1867); 9000 (1869); 17.204 (1890); 20.000 (1900); 30.000 (1923); v novem tisočletju preko 140.000.

## Navaho danes
Navahi danes živijo pod imenom Navajo Nation. Reja ovac, izdelava nakita iz srebra in turkiza ter 'navaho-odeje', ki se prodajajo turistom, so tem ljudem eden od virov zaslužka. V zadnjem času so na območju rezervata odkrili plin, uran in druge minerale, ki bi plemenu morali zagotoviti varnejšo prihodnost. Kljub temu danes spadajo med eno najrevnejših skupnosti ameriških domorodcev.